# Vangeli giudeo-cristiani
I vangeli giudeo-cristiani, in uso tra i cristiani dei primi secoli rimasti legati alla tradizione religiosa giudaica, sono andati perduti.
Ci è giunta traccia di essi solo attraverso testimonianze indirette e occasionali fornite da alcuni Padri della Chiesa. Se esiste una certa tendenza nella comunità scientifica a ricondurli verso un unico vangelo (anche sulla scia delle citazioni patristiche), detto appunto vangelo degli Ebrei (ritenuto verosimilmente dai Padri della Chiesa come il vangelo originario di Matteo privo almeno della parte iniziale, la genealogia di Gesù), oggi ci sono anche due teorie differenti. La prima identifica nel vangelo degli Ebrei anche il cosiddetto vangelo dei Nazarei, e nel vangelo degli Ebioniti il cosiddetto vangelo dei Dodici. A supporto di questa ipotesi la probabilità che, sulla base dei riferimenti pervenutici, il vangelo degli Ebioniti sia stato composto con il contributo fondamentale dei tre vangeli sinottici (Matteo, Marco, Luca), e pertanto appare difficile il riferimento ad un unico vangelo aramaico per questi tre testi citati dai ‘'Padri'’. Una seconda ipotesi parla di tre entità distinte: vangelo degli Ebrei, vangelo dei Nazarei e vangelo degli Ebioniti.

## Testi
- Vangelo degli Ebioniti
- Vangelo degli Ebrei
- Vangelo dei Nazarei